# Johannes Vilhelm Jensen
Johannes Vilhelm Jensen, na Dinamarca referido como Johannes V. Jensen, (Farsø, 20 de janeiro de 1873 — Copenhague, 25 de novembro de 1950) foi um escritor dinamarquês, um dos grandes escritores dinamarqueses da primeira metade do século XX. Recebeu o Prêmio Nobel de Literatura em 1944 "pela rara força e fertilidade de sua imaginação poética, com a qual se combina uma curiosidade intelectual de amplo escopo e um estilo ousado e recém-criativo". Uma de suas irmãs, Thit Jensen, também era uma escritora conhecida e uma feminista inicial muito eloquente e ocasionalmente controversa.

## Primeiros anos
Ele nasceu em Farsø, um vilarejo na Jutlandia do Norte, Dinamarca, filho de um cirurgião veterinário  e cresceu em um ambiente rural. Enquanto estudava medicina na Universidade de Copenhagen, ele trabalhou como escritor para financiar seus estudos. Após três anos de estudos, optou por mudar de carreira e dedicar-se totalmente à literatura.

## Obras literárias
A primeira fase de seu trabalho como autor foi influenciada pelo pessimismo fin-de-siècle. Sua carreira começou com a publicação de Histórias de Himmerland (1898–1910), abrangendo uma série de contos ambientados na parte da Dinamarca onde ele nasceu. Durante 1900 e 1901, ele escreveu sua primeira obra-prima, Kongens Fald (traduzido para o inglês como A Queda do Rei em 1933), um romance histórico moderno centrado no Rei Christiano II. O crítico literário Martin Seymour-Smith disse que é uma "acusação da indecisão e falta de vitalidade dinamarquesas, que Jensen via como uma doença nacional. À parte desse aspecto, é um estudo penetrante de pessoas do século XVI".
Em 1906, Jensen criou sua maior realização literária: a coleção de versos Digte 1906 (ou seja, Poemas 1906), que introduziu o poema em prosa na literatura dinamarquesa. Ele também escreveu poesia, algumas peças e muitos ensaios, principalmente sobre antropologia e filosofia da evolução.
Ele desenvolveu suas teorias da evolução em um ciclo de seis romances, Den lange rejse (1908–22), traduzido para o inglês como The Long Journey (1923–24), que foi publicado em uma edição de dois volumes em 1938. Este é frequentemente considerado seu principal trabalho em prosa, uma tentativa ousada e muitas vezes impressionante de criar uma alternativa darwiniana ao mito bíblico do Gênesis. Neste trabalho vemos o desenvolvimento da humanidade desde a Idade do Gelo até os tempos de Colombo, com foco em indivíduos pioneiros.
Como seu compatriota Hans Christian Andersen, ele viajou muito; uma viagem aos Estados Unidos inspirou um poema seu, "Paa Memphis Station" [Na estação ferroviária, Memphis, Tennessee], que é bem conhecido na Dinamarca. Walt Whitman estava entre os escritores que influenciaram Jensen. Jensen mais tarde se tornou ateu.

## Obras
- Danskere, 1896
- Einar Elkjær, 1898
- Himmerlandsfolk, 1898
- Intermezzo, 1899
- Kongens Fald, 1900-1901 - The Fall of the King
- Den gotiske renæssance, 1901
- Johannes V. Jensen em 1902.Skovene, 1904
- Nye Himmerlandshistorier, 1904
- Madame d'Ora, 1904
- Hjulet, 1904
- Digte, 1906
- Eksotiske noveller, 1907-15
- Den nye verden, 1907
- Singaporenoveller, 1907
- Myter, 1907-45
- Nye myter, 1908

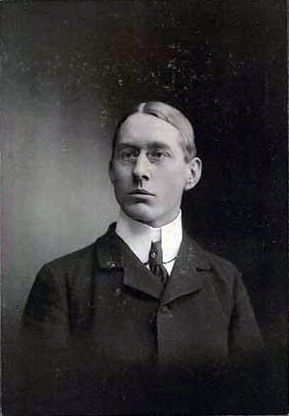
Johannes V. Jensen em 1902.

- Den lange rejse, 1908-22 - The Long Journey A longa viagem)- I: Den tabte land, 1919; II: Bræen, 1908; Norne Gæst, 1919; IV: Cimbrernes tog, 1922; V: Skibet, 1912; VI: Christofer Columbus, 1922. É uma história da humanidade desde o período glaciar até ao descobrimento da América, no qual exprime as suas teorias evolucionistas e raciais (predominância das culturas anglo-saxónicas e germânicas sobre as restantes) e combina elementos bíblicos, mitológicos e outros derivados das sagas islandesas
- Lille Ahasverus, 1909
- Histórias do Himmerland - no original Himmerlandshistorier, Tredje Samling, 1910
- Myter, 1910
- Nordisk ånd, 1911
- Myter, 1912
- Rudyard Kipling, 1912
- Olivia Marianne, 1915
- Introduktion til vor tidsalder, 1915
- Skrifter, 1916 (8 vols.)
- Årbog, 1916, 1917
- Johannes Larsen og hans billeder, 1920
- Sangerinden, 1921
- Den lange rejse, 1922-24 - The Long Journey
- Æstetik og udviking, 1923
- Årstiderne, 1923
- Hamlet, 1924
- Myter, 1924
- Skrifter, 1925 (5 vols.)
- Evolution og moral, 1925
- Årets højtider, 1925
- Verdens lys, 1926
- Jørgine, 1926
- Thorvaldsens portrætbuster, 1926
- Dyrenes forvandling, 1927
- Åndens stadier, 1928
- Ved livets bred, 1928
- Retninger i tiden, 1930
- Den jyske blæst, 1931
- Form og sjæl, 1931
- På danske veje, 1931
- Pisangen, 1932
- Kornmarken, 1932
- Sælernes ø, 1934
- Det blivende, 1934
- Dr. Renaults fristelser, 1935
- Gudrun, 1936
- Darduse, 1937
- Påskebadet, 1937
- Jydske folkelivsmalere, 1937
- Thorvaldsen, 1938
- Nordvejen, 1939
- Fra fristaterne, 1939
- Gutenberg, 1939
- Mariehønen, 1941
- Vor oprindelse, 1941
- Mindets tavle, 1941
- Om sproget og undervisningen, 1942
- Kvinnen i sagatiden, 1942
- Folkeslagene i østen, 1943
- Digte 1901-43, 1943
- Møllen, 1943
- Afrika, 1949
- Garden Colonies in Denmark, 1949
- Swift og Oehlenschläger, 1950
- Mytens ring, 1951
- Tilblivelsen, 1951
- The Waving Rye, 1959 (tradução para o inglês de R. Bathgate)